# Bergwandern

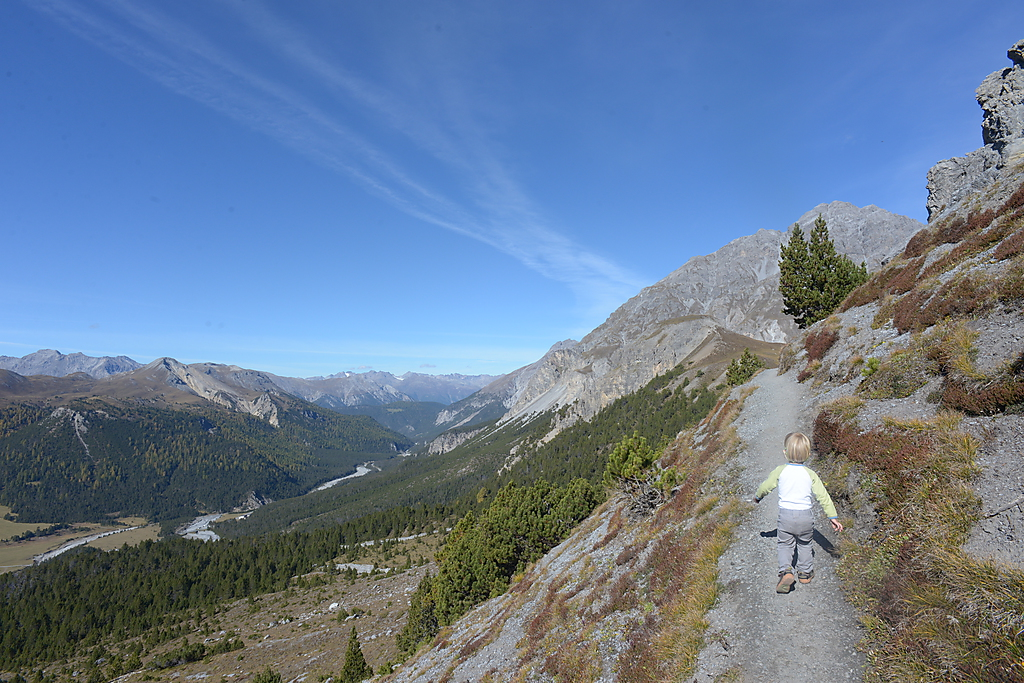
Bergwanderung im Kanton Graubünden

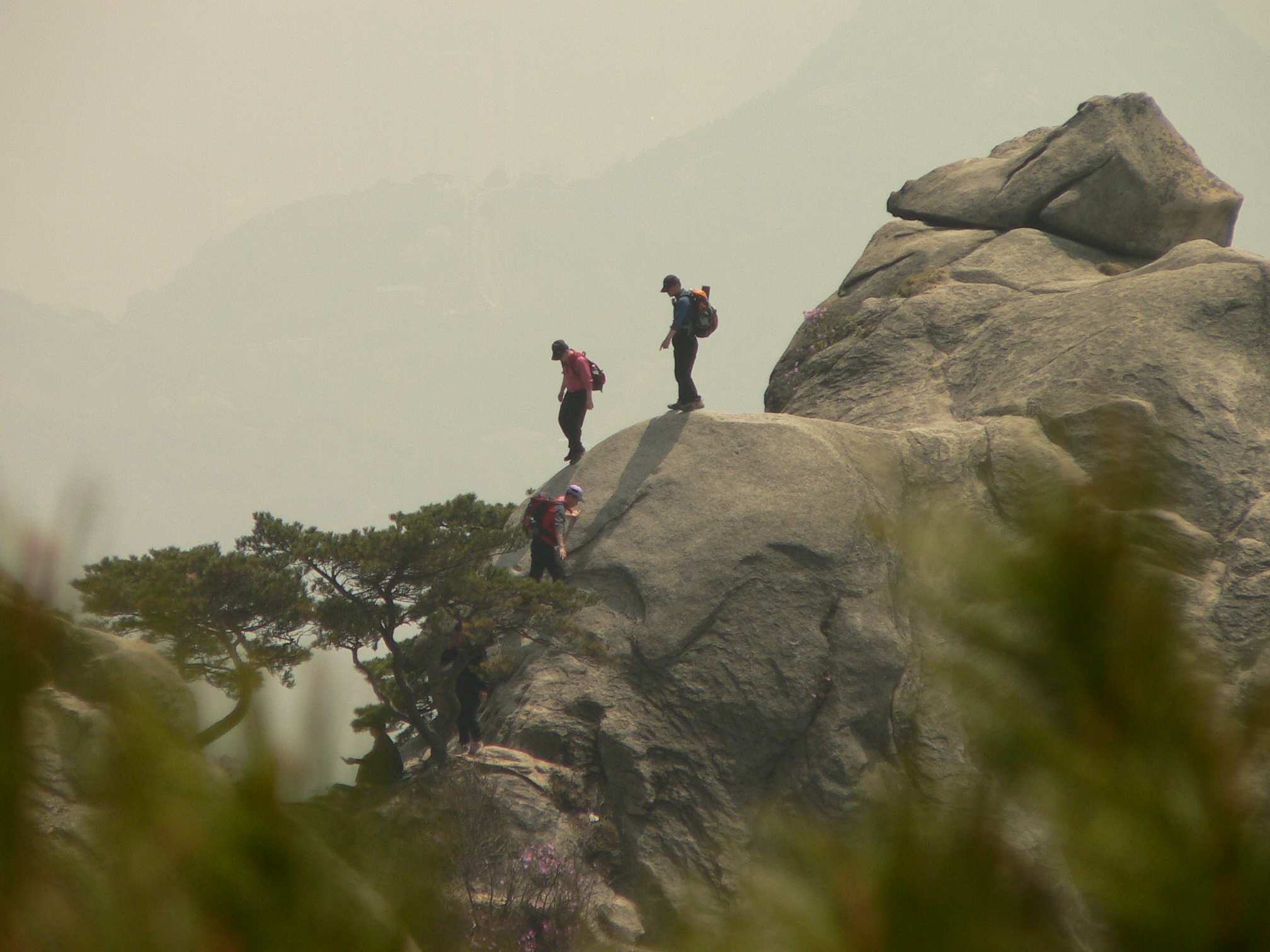
Bergwandern, starker Höhenunterschied

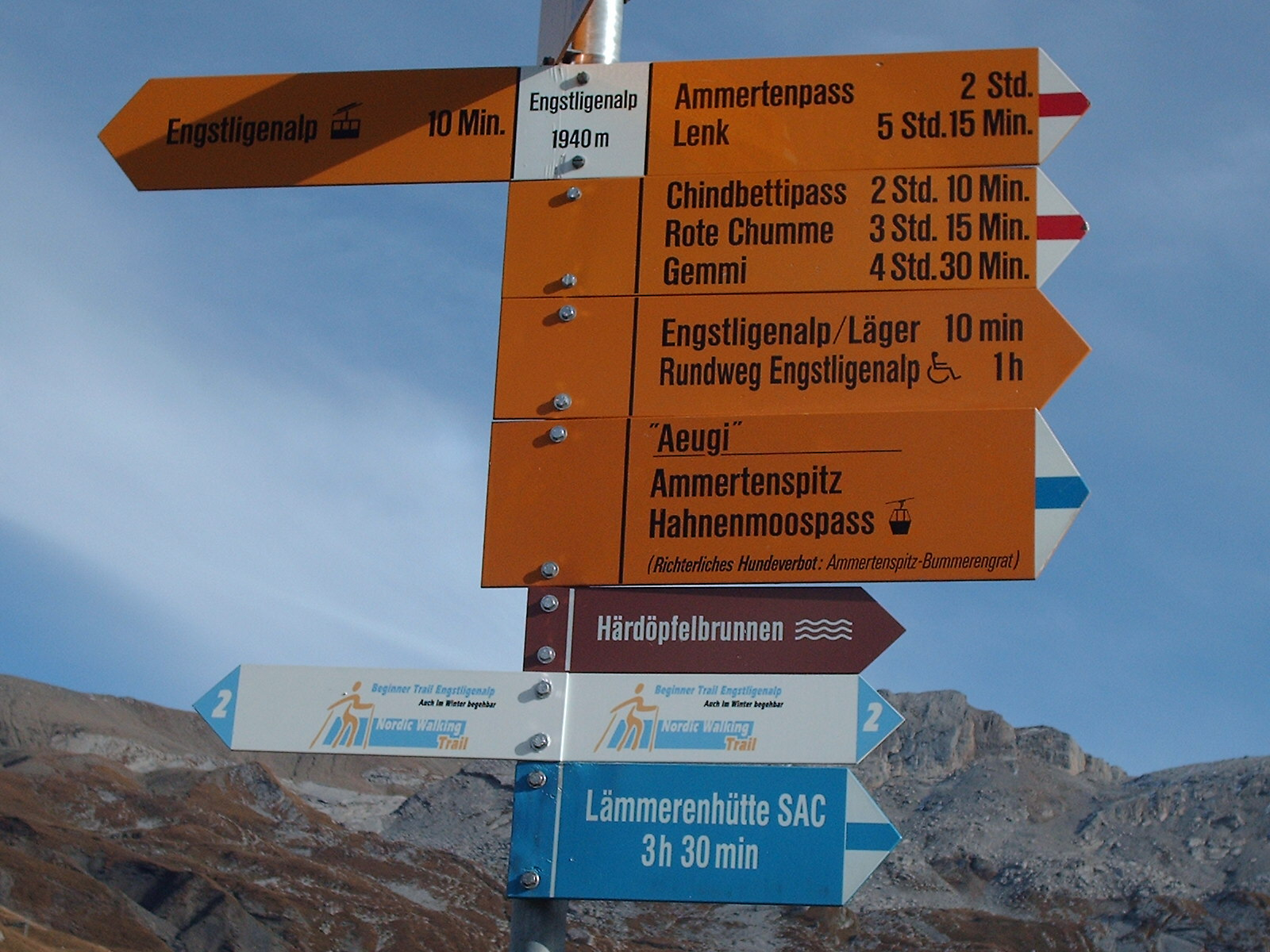
Wegweiser für Tal- (gelb), Berg- (weiß-rot-weiß) und Alpinwanderwege (weiß-blau-weiß) in der Schweiz (Engstligenalp)

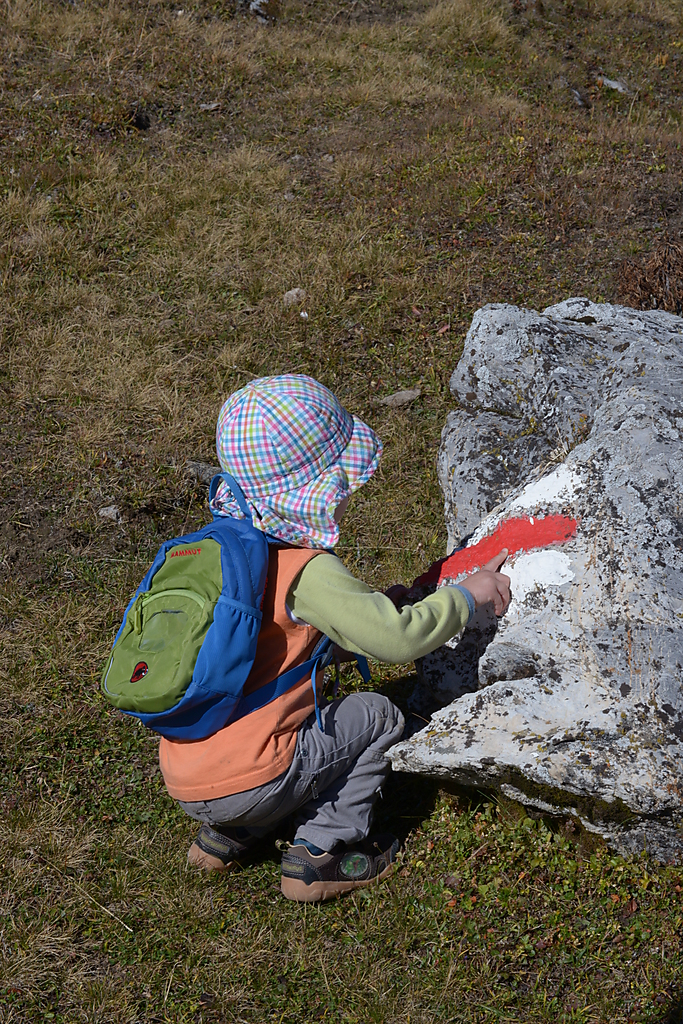
Markierung eines Bergwanderwegs

Unter Bergwandern versteht man touristisch-sportliches Gehen und Steigen im Gebirge, wobei die Hände nur zur Erhaltung des Gleichgewichts, nicht aber zur Fortbewegung eingesetzt werden. Bergwandern kann sowohl in Mittelgebirgen als auch im Hochgebirge ausgeübt werden. Im Hochgebirge verlangt Bergwandern Ausdauer, Trittsicherheit, Schwindelfreiheit, Orientierungssinn und Bergerfahrung. Auf besonders ausgesetzten oder schwierigen Stellen werden Wege manchmal durch Drahtseile, Ketten, Klammern oder Leitern gesichert. Beim Bergwandern wird im Gegensatz zum Bergsteigen komplett auf eine Partnersicherung verzichtet, jeder Bergwanderer muss das Gelände – auch bei allfälligem Klettern – allein beherrschen.
Seit den 1990er-Jahren ist Bergwandern wieder sehr im Trend, das Erlebnis Berg wieder von großer Bedeutung.

## Vorbereitung, Technik und Schwierigkeiten
Bergwandern, insbesondere bei Hochtouren, setzt Erfahrung und gute Vorbereitung voraus. Wichtig ist eine sorgfältige Tourenplanung, die an die eigenen Erfahrungen, das Können und die Kondition angepasst sind. Vor der Tour sollte die Wetterprognose bekannt sein, das Höhenprofil (Auf- und Abstieg), Länge und Dauer der Tour, Geländebeschaffenheit, Beschaffenheit des Weges und mögliche Anlaufpunkte wie Hütten, Seilbahnstationen oder Biwakschachteln. Die Ausrüstung sollte der Tour, dem Wetter und dem Können angepasst sein.
Man teilt die Strecken beim Bergwandern grob anhand der Schwierigkeiten in Talwanderung (im Flachland/Mittelgebirge, gelb markierter Weg), Bergwanderung (weiß-rot-weiß markierter Weg) und Alpinwanderung (weiß-blau-weiß markierter Weg) ein. Ähnelt die Talwanderung abgesehen von den gebirgsgeländetypischen Bodenverhältnissen noch dem normalen Wandern ohne größere Höhenunterschiede, so beginnt die Bergwanderung dort, wo der Weg sich am Berghang befindet. Von Alpinwanderung spricht man, wenn überwiegend keine Wegspur mehr vorhanden ist. Bei Alpinwanderungen nennt man den Bergwanderer auch Berggänger (in Abgrenzung zum Bergsteiger) oder Alpinisten, den Weg Alpine Route. Typischerweise sind von der Talwanderung hin zur Alpinwanderung die Wege schlechter ausgezeichnet und ausgebaut bzw. verschwinden ganz, die Höhen nehmen zu, Gletscher, Eis, Geröllfelder und heikle Wiesenhänge kommen hinzu und die Strecke stellt insgesamt zunehmend größere Anforderungen an Erfahrung, Ausdauer, Ausrüstung und Orientierungsvermögen. Bergwandern wird zur Gratwanderung, wenn sie in größerer Höhe ohne starke Höhenunterschiede verläuft und das Gelände auf beiden Seiten abfällt. Trotz der Differenzierung zum Bergsteigen und Klettern enthalten viele Strecken mit höherem Schwierigkeitsgrad auch Bergsteige- und Kletterpassagen, sodass die Übergänge fließend sein können. Entgegen allgemeiner Annahme stellen die schwierigeren Alpinwanderwege bereits höhere Anforderungen als leichte Hochtouren.

## Alpinunfälle
Obwohl sich sportliche Betätigung im Gebirge zunehmender Beliebtheit erfreut und damit immer mehr Menschen in den Bergen unterwegs sind, sinken die Unfälle seit Jahren. Nach Angaben des Deutschen Alpenvereins sind auch 2021 die Unfallzahlen im Vergleich zum Vorjahr wieder um ein Viertel gesunken. Gleichzeitig bleibt die Anzahl der Todesfälle auf dem gleichen Stand wie im Vorjahr. Im Jahr 2021 gab es insgesamt 935 Un- und Notfälle bei allen Betätigungen im Gebirge, 32 Personen kamen beim Bergsport ums Leben. Von allen diesen Unfällen ereigneten sich 310 beim Bergwandern, damit handelte es sich bei jeder zweiten Meldung um einen Wanderunfall. 17 dieser Unfälle endeten tödlich. Die häufigste Unfallursache ist der Sturz, dies war bei 60 % der Meldungen der Fall. Blockierungen beim Wandern (z. B. durch Verirren, Versteigen, Wettersturz, Lawinengefahr oder Bergrutsch) gingen 2021 leicht zurück.

## Betreiber alpiner Schutzhütten
- Deutscher Alpenverein (DAV)
- Österreichischer Alpenverein (ÖAV)
- Österreichischer Touristenklub (ÖTK)
- Schweizer Alpen-Club (SAC)
- Alpenverein Südtirol (AVS)
- Naturfreunde Österreich (NFÖ)
- Naturfreunde Deutschlands (NFD)